# Arlo (Ort, Beloi)
Arlo ist ein Ort auf der südostasiatischen Insel Atauro, die zu Osttimor gehört. Er liegt in der Aldeia Arlo (Suco Beloi, Gemeinde Atauro).

## Geographie und Einrichtungen
Das Dorf liegt auf einem Hügel, auf einer Meereshöhe von 158 m, oberhalb eines fruchtbaren, 400 Meter breiten Tales, nah der nördlichen Westküste des Sucos, zwischen dem Ponta Mano Tala (Buku Manolala) im Norden und dem Ort Adara im Süden. Nach Beloi, dem Hauptort des Sucos, benötigt man auf einer Straße zwei Stunden. Die nächstgelegenen Nachbardörfer sind Ilidua Douro im Norden und im Osten, die zum Suco Biqueli gehören.
In Arlo steht eine protestantische Kirche, die mit ihrer blauen Farbe ins Auge fällt. Nah dem Dorf befindet sich die Höhle Lepu Kina, in der man 3000 Jahre alte Besiedlungsspuren nachweisen konnte.

## Wirtschaft
Arlo war früher das Keramikzentrum von Atauro, doch die lokalen Keramikgefäße (Sanan Rai genannt) wurden immer weiter durch Metall- und Plastikbehälter verdrängt. 2014 konnten nur noch zwei Frauen, die beide über 90 Jahre alt waren, diese Krüge herstellen. Entwicklungshelfer halfen, das Wissen an andere Frauen weiterzugeben. Die Töpfe erzielen nun einen Preis von 4 US-Dollar das Stück und auch Korbflechtarbeiten verbessern das Familieneinkommen. Auch gibt es im Dorf drei kleine Läden.